# Múcsony
Múcsony (szlovákul: Mučoň) nagyközség Borsod-Abaúj-Zemplén vármegyében, a Kazincbarcikai járásban.

## Fekvése
A Szuha és a Sajó völgyében fekszik, Miskolctól közúton 23 kilométerre északra.
A közvetlenül határos települések: észak felől Rudolftelep, északkelet felől Edelény, délkelet felől Sajószentpéter, dél felől Berente, délnyugat felől Kazincbarcika, nyugat felől Szuhakálló, északnyugat felől pedig Izsófalva. Szuhakállóval gyakorlatilag összenőtt, de Rudolftelep, valamint a térség két városa, Kazincbarcika és Edelény is 4-5 kilométeres távolságon belül található.

### Megközelítése
Legfontosabb közúti megközelítési útvonala a 2605-ös út, mely a teljes belterületén végighúzódik. Kazincbarcikával a 2606-os, Izsófalvával a 2609-es út köti össze; határszélét keleten érinti még a 27-es főút, délen pedig a 260-as főút is.
Nyugati határszéle közelében elhalad a Kazincbarcika–Rudabánya-vasútvonal is.

## Története
Múcsony még az Árpád-korban települt község. Nevét az oklevelek 1219-ben említették először Mulchun alakban írva. 1219-ben borsodi várnépek lakták. 1275 előtt IV. László király egy itteni földet Fulkus fia Farcas mesternek adott, majd tőle elvéve Rátót nemzetséghez tartozó Rátóti Olivérnek és Lőrincnek adományozta. 1283-ban pedig az ugyancsak itt levő királynéi földet Leustach és fiainak adta. 1332-ben már egyháza is volt, a pápai tizedjegyzék szerint papja ekkor 12 garas pápai tizedet fizetett.
A 20. század elején Borsod vármegye Edelényi járásához tartozott.
1910-ben 1405 lakosából 1401 magyar volt. Az 1405 lakosból 116 római katolikus, 1216 görögkatolikus, 47 izraelita volt.
1972 óta a Miskolci Apostoli Exarchátus székhelye a településen van.

### Alberttelep

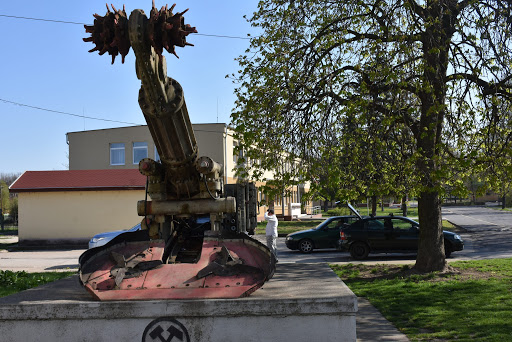
Bányász emlékmű Alberttelepen

Alberttelep is Múcsonyhoz tartozik. Régen téglagyár működött Alberttelepen, majd bánya, ami az 1990-es évek elején bezárt. Itt található a település általános iskolája, 2017-től Szent Péter Görögkatolikus Általános Iskola néven.

## Közélete

### Polgármesterei
- 1990–1994: Takács István (független)[4]
- 1994–1998: Viszlai Viktor (független)[5]
- 1998–2002: Viszlai Viktor (független)[6]
- 2002–2006: Viszlai Viktor (független)[7]
- 2006–2010: Viszlai Viktor (független)[8]
- 2010–2014: Viszlai Viktor (független)[9]
- 2014–2019: Viszlai Viktor (független)[10]
- 2019–2024: Viszlai Viktor (független)[11]
- 2024– : Viszlai Viktor (független)[1]

A településen az 1994. december 11-én megtartott polgármester-választáson közel rekordszámú, nem kevesebb, mint 9 jelölt indult a faluvezetői posztért, holtversenyben a Fejér megyei Nadappal, a Jász-Nagykun-Szolnok megyei Jászjákóhalmával, a Nógrád megyei Pásztóval, a Szabolcs-Szatmár-Bereg megyei Nyírtass-sal és Tunyogmatolccsal, illetve a Tolna megyei Nagyszokollyal). Ennél is több, 11 polgármesterjelölt abban az évben csak a szintén szabolcsi Pátroha községben indult.

## Népesség
A település népességének változása:
| Lakosok száma | 3151 | 3110 | 3081 | 2890 | 2678 | 2705 | 2685 |
|               | 2013 | 2014 | 2015 | 2021 | 2022 | 2023 | 2024 |

2001-ben a település lakosságának 99%-a magyar, 1%-a cigány nemzetiségűnek vallottja magát.
A 2011-es népszámlálás során a lakosok 86%-a magyarnak, 7,3% cigánynak, 1,4% lengyelnek, 0,2% németnek, 0,8% románnak, 4% ruszinnak mondta magát (13,9% nem válaszolt; a kettős identitások miatt a végösszeg nagyobb lehet 100%-nál). A vallási megoszlás a következő volt: római katolikus 17,3%, református 9,6%, görögkatolikus 32,4%, evangélikus 0,5%, felekezeten kívüli 13% (26,6% nem válaszolt).
2022-ben a lakosság 90,6%-a vallotta magát magyarnak, 6,7% cigánynak, 3,5% ruszinnak, 1,9% lengyelnek, 0,4% románnak, 0,4% németnek, 0,1-0,1% szlováknak, örménynek, szlovénnek és bolgárnak, 1,8% egyéb, nem hazai nemzetiségűnek (9,1% nem nyilatkozott; a kettős identitások miatt a végösszeg nagyobb lehet 100%-nál). Vallásuk szerint 10,5% volt római katolikus, 8,4% református, 25,1% görög katolikus, 0,4% egyéb keresztény, 0,3% evangélikus, 11,6% felekezeten kívüli (43,2% nem válaszolt).

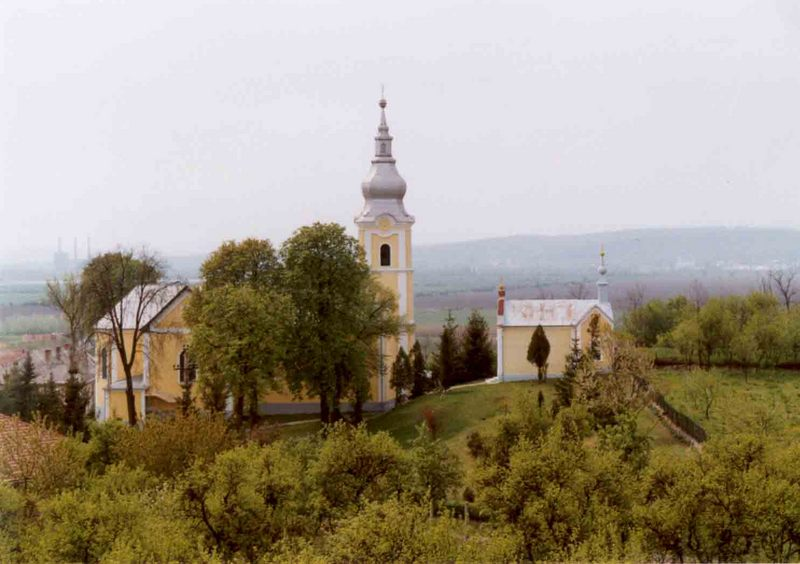
A templom messziről

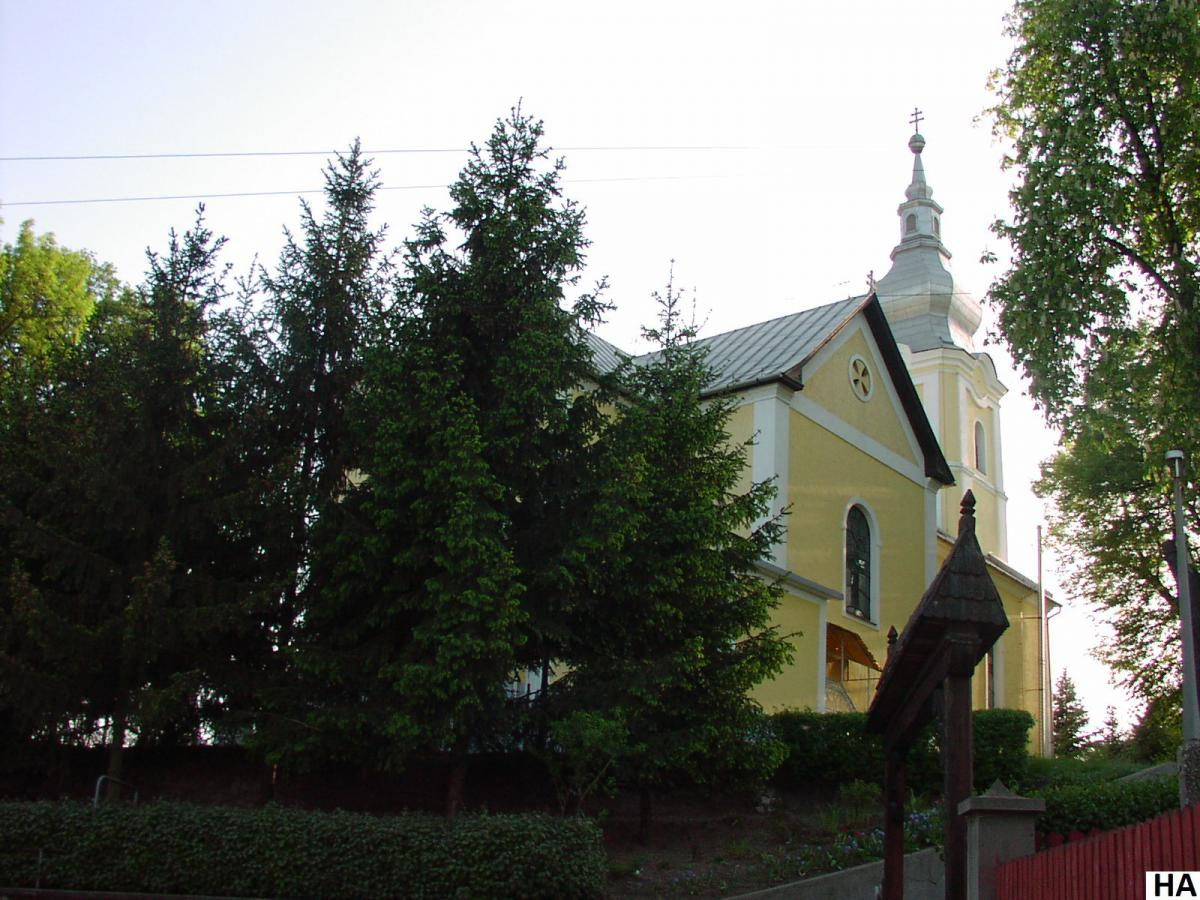

## Neves személyek
- Itt született 1802-ben Jekelfalussy Vince szepeshelyi és székesfehérvári püspök, a római pápa trónállója és házi praelátusa, római gróf, a püspöki és szerzetesrendi ügyek római szent gyülekezetének tanácsosa, császári és királyi tanácsos.
- Vaskovits Antal (Sápony, 1869. január 3. – Múcsony, 1943. március 7.) magyar aranymisés pápai kamarás, általános helynök, konzultor, kerületi esperes, múcsonyi parókus
- Alberttelepen dolgozott és vált országosan ismertté Loy Árpád (Kercsed, 1906. március 30. – Dunaújváros, 1987. május 5.) Kossuth-díjas vájár, a helyi szénbánya dolgozója, országgyűlési képviselő, az egyik legtöbbször hivatkozott sztahanovista.
- Gulovics Andor (Irota, 1910. szeptember 18. – Kazincbarcika, 1980. szeptember 28.) kancellár, konzultor, főesperes, bírósági helynök, püspöki tanácsos, múcsonyi parókus.
- Szinyei-Merse Pál: A XIX. század közepén sokszor megfordult Múcsonyban, Erről így ír: ”Később Mucsonyba Borsod megyébe kerültünk, itt lakott anyám nagyanyja, özv. Gróf Csákyné, született Jekelfalussy Terézia. Ezen a helyen mi gyerekek egy dombon pincéket ástunk a homokban. Üveges hintón mentünk innen tovább, nagy igáslovak húzták a kocsit.”
- Bódi Barbara (Szikszó, 1982. június 19. –) magyar színésznő az Operettszínház és a Turay Ida színház tagja. Itt élte gyermekkorát, itt nevelkedett fel.
- Dányi Krisztián (Kazincbarcika, 1975. január 16. –) magyar színész, szinkronszínész, jelnyelvi tolmács, a Filmcafé csatornahangja. Itt élte gyermekkorát és itt nevelkedett fel, majd iskolaévei alatt felköltözött Budapestre.

## Látnivalók

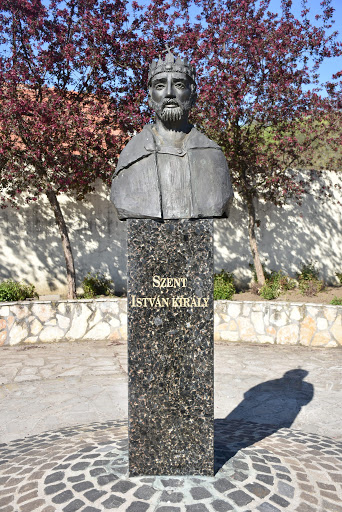
Szent István mellszobra

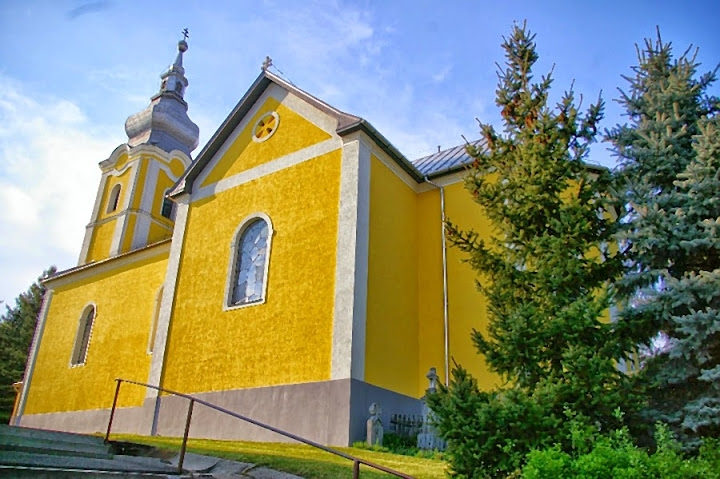
A múcsonyi templom

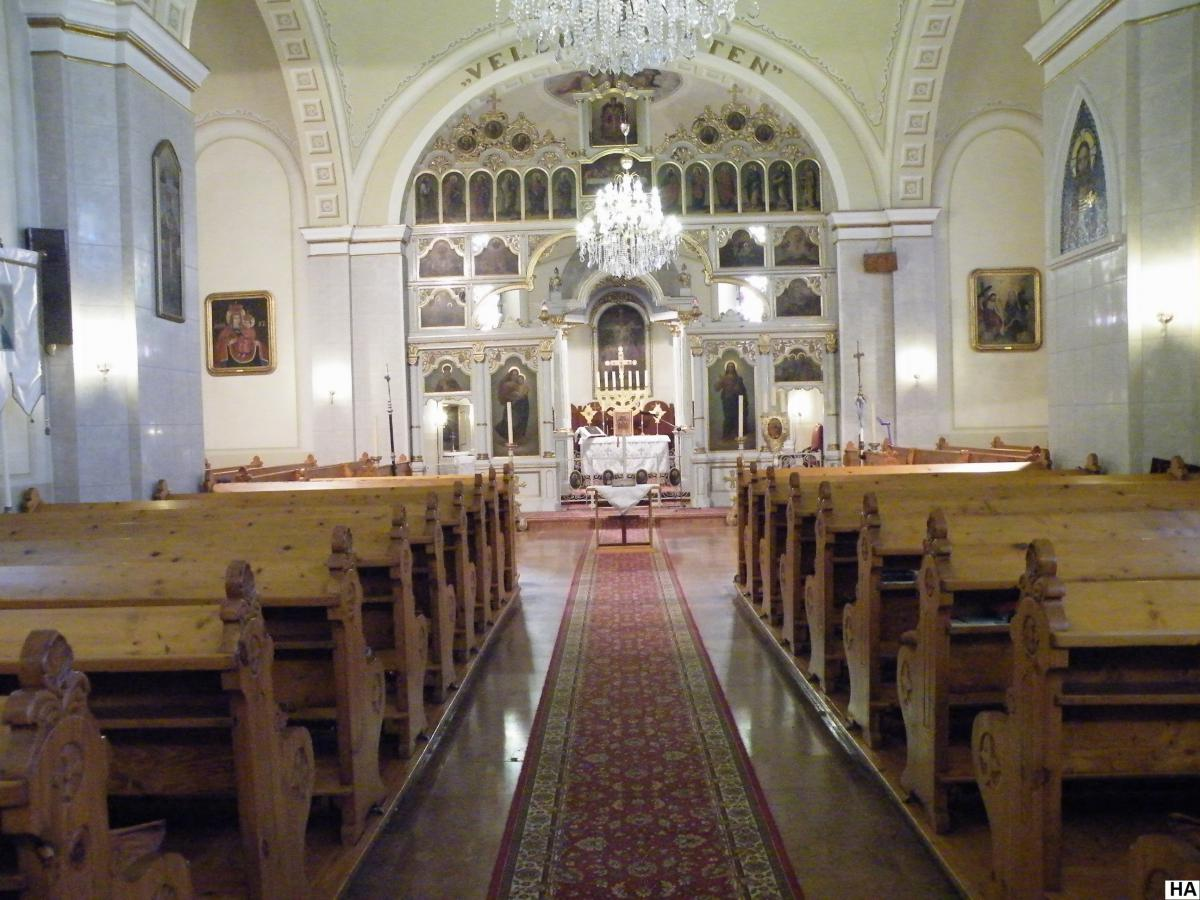
A templom belső tere

- Ruszin múzeum
- Görögkatolikus Templom
- Petőfi Sándor Művelődési Ház
- Görögkatolikus Temető
- "Függő" Akna
- Boldog-Hegy
- Biriny
- Dubin
- Cseres
- Bányász-emlékmű
- Szent István Park